# Kanin (gebergte)

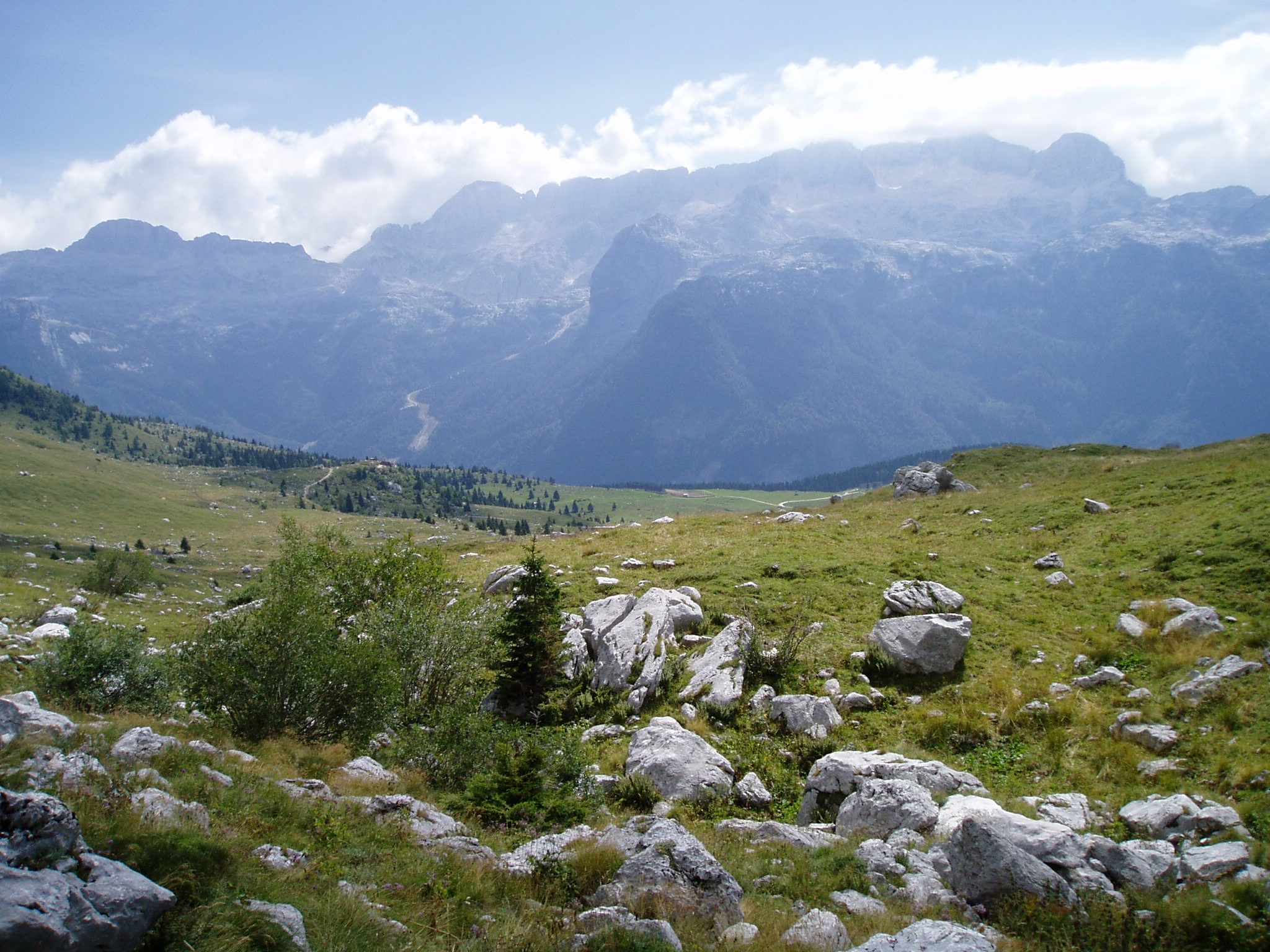
Berg Kanin vanaf Forca dei Disteis

Kanin is een gebergte in het westen van de Julische Alpen dat grenst aan de volgende dalen:
- in het noorden aan het Val del Rio del Lago en Val Raccolana
- in het westen aan het Felladal
- in het oosten aan het Koritnicadal
- in het zuiden aan het Sočadal, Ucceadal en Resiadal

De hoogste berg is de 2587 meter hoge Kanin (Italiaans: Monte Canin). Het gebergte strekt zich uit over Italië en Slovenië, waarbij het de grens vanaf de Predilpas over de Cima del Lago, Cima Confine, Monte Forato, Monte Canin, Canin Basso, Lasca Plagna en Monte Plagne volgt.
Uitgangspunt voor tochten is Sella Nevea in Italië en Bovec in Slovenië. In de winter kan geskied worden vanaf het Kanin skicenter in Bovec.

## Hutten
- Rifugio Celso Gilberti (1850 m)
- Bivak Marussich (2041 m)
- Dom Petra Skalarja na Caninu (2260 m)